# Goos
Goos [ɡɔs] est une commune française située dans le département des Landes en région Nouvelle-Aquitaine.
Ses habitants sont appelés les Goossois.

## Géographie

### Localisation
À une douzaine de kilomètres à l'est de Dax, Goos se trouve aux confins de la Chalosse et du pays dacquois.

### Communes limitrophes
Les communes limitrophes sont  Gamarde-les-Bains, Hinx, Préchacq-les-Bains et Téthieu.
|         | Préchacq-les-Bains |                   |
| Téthieu | Goos               | Gamarde-les-Bains |
|         | Hinx               |                   |

### Hydrographie
La commune domine la vallée de l'Adour et son confluent avec le Louts.

### Géologie et relief
D'une superficie totale de 1 049 ha, son territoire se partage en deux zones distinctes. Le plateau d'une altitude maximum de 73 m où l'on trouve la majeure partie des espaces cultivés ainsi que les zones habitées. À l'ouest, l'altitude baisse rapidement jusqu'aux zones humides (les barthes) bordant le lit de l'Adour. Les prairies humides, pour la plupart inondables, sont maintenant mises en culture pour le maïs, production agricole majoritaire. Les autres parcelles sont constituées de forêts, chênaies communales ou peupleraies.
Commune à vocation agricole, culture du maïs et élevage (canard gras et poulet fermier des Landes), Goos voit peu à peu, depuis les années 1980, sa population se diversifier avec l'arrivée de nouveaux habitants attirés par la relative modicité du prix des terrains à bâtir et la proximité du bassin d'emploi de la région dacquoise.

### Climat
Pour des articles plus généraux, voir Climat de la Nouvelle-Aquitaine et Climat des Landes.
Historiquement, la commune est exposée à un climat océanique aquitain.  
En 2020, Météo-France publie une typologie des climats de la France métropolitaine dans laquelle la commune est exposée à un climat océanique et est dans une zone de transition entre les régions climatiques « Littoral charentais et aquitain » et « Aquitaine, Gascogne »0.
Pour la période 1971-2000, la température annuelle moyenne est de 13,6 °C, avec une amplitude thermique annuelle de 14,2 °C. Le cumul annuel moyen de précipitations est de 1 221 mm, avec 12,8 jours de précipitations en janvier et 7,9 jours en juillet. Pour la période 1991-2020, la température moyenne annuelle observée sur la station météorologique la plus proche, située sur la commune de Bégaar à 11 km à vol d'oiseau, est de 13,8 °C et le cumul annuel moyen de précipitations est de 1 114,1 mm,. Pour l'avenir, les paramètres climatiques de la commune estimés pour 2050 selon différents scénarios d’émission de gaz à effet de serre sont consultables sur un site dédié publié par Météo-France en novembre 2022.

## Urbanisme

### Typologie
Au 1er janvier 2024, Goos est catégorisée commune rurale à habitat dispersé, selon la nouvelle grille communale de densité à sept niveaux définie par l'Insee en 2022.
Elle est située hors unité urbaine. Par ailleurs la commune fait partie de l'aire d'attraction de Dax, dont elle est une commune de la couronne,. Cette aire, qui regroupe 60 communes, est catégorisée dans les aires de 50 000 à moins de 200 000 habitants,.

### Occupation des sols

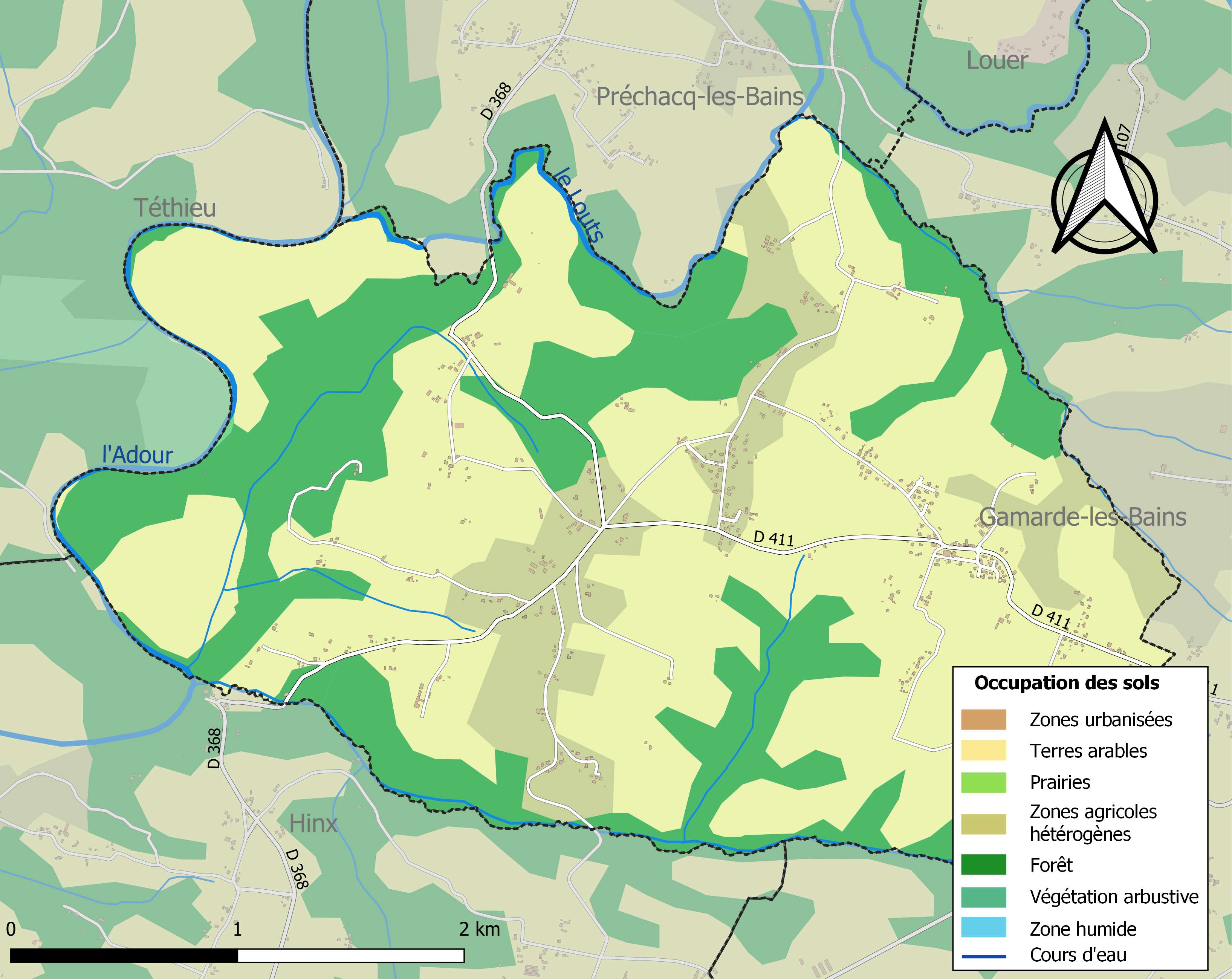
Carte des infrastructures et de l'occupation des sols de la commune en 2018 (CLC).

L'occupation des sols de la commune, telle qu'elle ressort de la base de données européenne d’occupation biophysique des sols Corine Land Cover (CLC), est marquée par l'importance des territoires agricoles (69,4 % en 2018), en augmentation par rapport à 1990 (65,2 %). La répartition détaillée en 2018 est la suivante : 
terres arables (57,4 %), forêts (30,4 %), zones agricoles hétérogènes (12,1 %), milieux à végétation arbustive et/ou herbacée (0,1 %). L'évolution de l’occupation des sols de la commune et de ses infrastructures peut être observée sur les différentes représentations cartographiques du territoire : la carte de Cassini (XVIIIe siècle), la carte d'état-major (1820-1866) et les cartes ou photos aériennes de l'IGN pour la période actuelle (1950 à aujourd'hui).

### Risques majeurs
Le territoire de la commune de Goos est vulnérable à différents aléas naturels : météorologiques (tempête, orage, neige, grand froid, canicule ou sécheresse), inondations, mouvements de terrains et séisme (sismicité faible). Un site publié par le BRGM permet d'évaluer simplement et rapidement les risques d'un bien localisé soit par son adresse soit par le numéro de sa parcelle.
Certaines parties du territoire communal sont susceptibles d’être affectées par le risque d’inondation par débordement de cours d'eau, notamment l'Adour et le Louts. La commune a été reconnue en état de catastrophe naturelle au titre des dommages causés par les inondations et coulées de boue survenues en 1999 et 2009,.
Les mouvements de terrains susceptibles de se produire sur la commune sont des tassements différentiels.

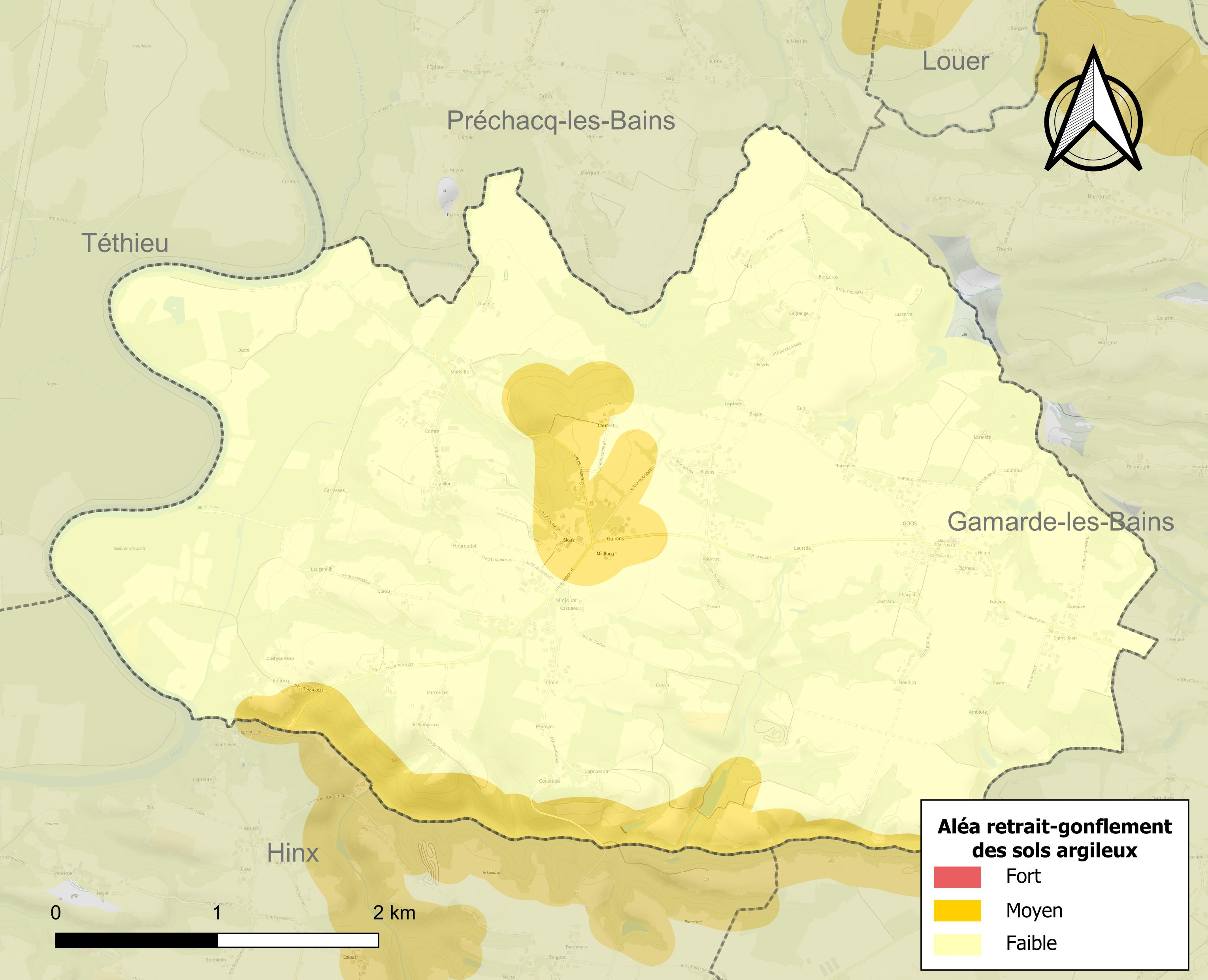
Carte des zones d'aléa retrait-gonflement des sols argileux de Goos.

Le retrait-gonflement des sols argileux est susceptible d'engendrer des dommages importants aux bâtiments en cas d’alternance de périodes de sécheresse et de pluie. 10,6 % de la superficie communale est en aléa moyen ou fort (19,2 % au niveau départemental et 48,5 % au niveau national). Sur les 230 bâtiments dénombrés sur la commune en 2019,  14 sont en aléa moyen ou fort, soit 6 %, à comparer aux 17 % au niveau départemental et 54 % au niveau national. Une cartographie de l'exposition du territoire national au retrait gonflement des sols argileux est disponible sur le site du BRGM,.
Concernant les mouvements de terrains, la commune a été reconnue en état de catastrophe naturelle au titre des dommages causés par des mouvements de terrain en 1999.

## Histoire
L'histoire de la commune est en grande partie liée à celle de l'abbaye de Divielle  située sur son territoire.

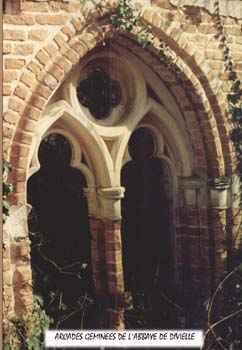
Arcades géminées de l'abbaye de Divielle.

Selon David Chabas (Villes et villages des Landes, Éditions Chabas)), l'abbaye de Divielle aurait été fondée par les cisterciens, probablement au XIIe siècle, sinon à la fin du XIe siècle. Elle aurait ensuite été occupée par les bénédictins, puis par les prémontrés de 1209 à la Révolution et ensuite par les trappistes qui en furent les derniers occupants jusqu'en 1932.
Elle fut alors vendue à un particulier qui, peu soucieux de conservation du patrimoine, la vendit en  « pièces détachées » : zinc des couvertures, puis démolition qui servit à empierrer les routes de la commune de Goos.
Du corps principal de l'abbaye ne subsistent que quelques pans de murs, parmi lesquels il faut tout de même noter une magnifique ouverture à arcades géminées, vestige de celles qui entouraient le cloître.

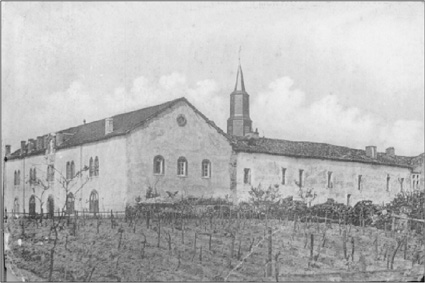
Divielle vers 1930.

Pour la petite histoire (ou la légende ?) il se raconte que les moines de Divielle ne désirant pas, pour des raisons « politiques », résider sur le territoire de la commune de Préchacq-les-Bains détournèrent le cours du Louts, petite rivière servant de limite entre Préchacq et Goos, modifiant ainsi la « frontière » entre les deux communes et se retrouvant, de ce fait, habitants de celle de Goos.

## Politique et administration

### Liste des maires
| Période                                  | Période  | Identité        | Étiquette | Qualité                                                               |
| ---------------------------------------- | -------- | --------------- | --------- | --------------------------------------------------------------------- |
| Les données manquantes sont à compléter. |          |                 |           |                                                                       |
| 1947                                     | 1977     | Fernand Nozères |           | Boulanger                                                             |
| 1977                                     | 1984     | Gaston Deslous  |           | Commercial                                                            |
| 1984                                     | 2020     | Vincent Lagrola | PS        | Professeur de lettres retraité président de la communauté de communes |
| 2020                                     | En cours | Patrick Laborde |           |                                                                       |

### Politique environnementale
Dans son palmarès 2024, le Conseil national de villes et villages fleuris de France a attribué une fleur à la commune.

## Population et société

### Démographie
| 1793 | 1800 | 1806 | 1821 | 1831 | 1836 | 1841 | 1846 | 1851 |
| ---- | ---- | ---- | ---- | ---- | ---- | ---- | ---- | ---- |
| 476  | 451  | 487  | 557  | 603  | 576  | 566  | 590  | 577  |

| 1856 | 1861 | 1866 | 1872 | 1876 | 1881 | 1886 | 1891 | 1896 |
| ---- | ---- | ---- | ---- | ---- | ---- | ---- | ---- | ---- |
| 597  | 598  | 608  | 597  | 589  | 596  | 567  | 589  | 537  |

| 1901 | 1906 | 1911 | 1921 | 1926 | 1931 | 1936 | 1946 | 1954 |
| ---- | ---- | ---- | ---- | ---- | ---- | ---- | ---- | ---- |
| 534  | 537  | 536  | 476  | 472  | 430  | 421  | 390  | 382  |

| 1962 | 1968 | 1975 | 1982 | 1990 | 1999 | 2006 | 2008 | 2013 |
| ---- | ---- | ---- | ---- | ---- | ---- | ---- | ---- | ---- |
| 368  | 377  | 329  | 361  | 437  | 423  | 502  | 524  | 536  |

| 2018 | 2022 | - | - | - | - | - | - | - |
| ---- | ---- | - | - | - | - | - | - | - |
| 515  | 530  | - | - | - | - | - | - | - |

### Sports
- Dax Gamarde basket 40.

## Lieux et monuments
- Abbaye de Divielle.